# Щербина Матвій Лаврентійович
Матві́й Лавре́нтійович Щерби́на (1880—1937) — український зоолог і ботанік-селекціонер, кандидат біологічних наук, відомий як автор книжок з садівництва та як дослідник птахів Полісся. Один з перших зоологів Зоологічного музею ВУАН, секретар Зоологічної секції ВУАН (1922). Зібрав велику кількість колекційних зразків птахів, що досі зберігаються у Зоологічному музеї Національного науково-природничого музею НАН України. Репресований у 1937 році.

## Життєпис
Оскільки дослідник був репресований у 1937 році як «ворог народу», детальних біографічних даних про нього вкрай мало, як і немає спогадів сучасників. Дві незалежні біографічні розвідки про дослідника були опубліковані у 1999 та 2023 роках.
Народився у 1880 році в селі Стеблів (зараз Черкаська область).
Був завзятим мисливцем, відомо що у 1904—1906 роках жив і полював біля Боярки під Києвом.
Навчався в Київському університеті.
З 1915 року активно спілкувався з відомим київським зоологом Миколою Шарлеманем, разом ходили в наукові екскурсії під Києвом.
Був членом Українського наукового товариства.
У Києві жив на нинішній вулиці Олеся Гончара.
У 1919—1920 роках — співробітник Біологічної секції Комітету вивчення фауни УАН.
У 1920—1923 роках — штатний співробітник Зоологічного музею ВУАН, протягом 1923—1927 років — нештатний постійний співробітник цього Музею.
У 1922 році був секретарем Зоологічної секції ВУАН.
Мав ступінь кандидата біологічних наук.
Був у дружніх стосунках з селекціонером Володимиром Симиренком. Певний час працював з ним у Мліївському інституті садівництва (зараз Інститут помології імені Л. П. Симиренка НААН України).
Був вперше заарештований у 1932 році, тоді ж був вперше заарештований В. Л. Симиренко.
У 1935—1936 роках — старший науковий співробітник Інституту ботаніки ВУАН.
У 1937 році був заарештований вдруге (допит проводився 20 жовтня) і тоді ж страчений.
Був занесений до таємного списку «осіб, усі твори яких підлягають вилученню з бібліотек та книготорговельної мережі згідно наказів Головліту УРСР за період з 1938 по 1954 рік включно», куди заносилися «вороги народу» і де фігурує зокрема також репресований селекціонер В. Л. Симиренко з оточення М. Л. Щербини, репресований академік І. Й. Агол, що працював у суміжній установі, а також багато представників Розстріляного відродження.
Реабілітований у 1965 році.
У Зоологічному музеї Національного науково-природничого музею НАН України зберігаються багаті орнітологічні колекції зібрані Матвієм Щербиною протягом 1909—1935 років.
11 жовтня 2024 року було вперше оприлюднено матеріали з розстрільної справи Матвія Щербини, на сторінці Музею Петра та Семена Гулаків-Артемовських у Facebook.

### Деякі праці
- Щербина М. Л. 1909. Земля, рослини і тварі: популярно-науковий, натурально-історичний нарис. Київ: Друкарня 1-ї Київської футлярно-палитурної спілки. 28 с.
- Щербина М. Л. 1915. Заметки о глухарях (Волынская губерния, Овручский уезд). Птицеведение и птицеводство. 5 (3—4): 185—195.
- Щербина М. Л. 1915. Материалы к биологии рябчика (Bonasa canescens Sparrm.; Tetrao bonasia L.). Птицеведение и птицеводство. 5 (3—4): 213—215.
- Щербина М. Л. 1915. Материалы к биологии кулика-черныша. Птицеведение и птицеводство. 5 (3—4): 246—247.
- Щербина М. Л. 1915. Групповой ток глухарей (Tetrao urogallus L.) на земле. Птицеведение и птицеводство. 6 (4): 262—291.
- Щербина М. Л. 1915. Материалы по биологии вальдшнепа (Scolopax rusticola L.). Птицеведение и птицеводство. 6 (4): 296—302.
- Щербина М. Л. 1915. Материалы к биологии куличка-перевозчика (Actitis hypoleucos L.). Птицеведение и птицеводство. 6 (4): 305—308.
- Щербина М. Л. 1916. Дневник наблюдений над пернатыми (1913—1914—1915 г.г.). Птицеведение и птицеводство. 8 (3): 173—222.
- Щербина М. Л. 1916. Материалы к биологии куропатки серой (Perdix cinerea Briss.). Птицеведение и птицеводство. 8 (3): 237—245.
- Щербина М. Л. 1917. О рысяхъ въ Волынской губ. В кн.: Материалы к познанию фауны Юго-Западной России. 2. Под. ред. В. М. Артоболевского. Киев: Издание Киевского орнитологического общества им. К. Ф. Кесслера. Типогр. А. Гроссман. С. 55.
- Щербина М. Л. 1921. Садівництво плодове та ягідне: загальнодоступний підpучник садівництва з 72 малюнками в тексті. Київ: Видавництво Центрального українського сільськогосподарського кооперативного союзу. 367 с.
- Щербина М. Л. 1923. Цікаві орнітологічні знахідки 1921 р. в околицях Київа. Український зоологічний журнал. 2: 11.
- Щербина М. Л. 1924. Замітки про деяких звірів Волині. Природа и охота на Украине. 1–2: 142—152.
- Щербина М. Л. 1926. Садівництво плодове та ягідне. 2-е видання. Київ.
- Щербина М. Л. 1926. Матеріали до вивчення орнітофауни Волині. В кн.: Природа и охота. Харьков. С. 75—120.
- Щербина М. Л. 1926. Орнітологічні замітки. Збірник праць Зоологічного музею. 1: 97—126.
- Щербина М. Л. 1928. Садівництво Київщини. Київ: Видавництво Окрземвідділу. 179 с.
- Щербина М. Л. 1934. Дослідні роботи над персиками на Київщині. Сад та город. 5: 30—37.
- Щербина М. Л. 1936. Абрикоси акліматизаційного саду УРСР: підсумки вивчення колекції. Київ: Видавництво АН УСРР. 122 с.